# Kalle Stropp och Grodan Boll räddar Hönan
Kalle Stropp och Grodan Boll räddar Hönan è un cortometraggio svedese del 1987 diretto da Jan Gissberg e basato sui personaggi creati da Thomas Funck.  

## Trama
Kalle Stropp è una cavalletta. Fra i suoi amici vi è Grodan Boll, la rana ed una gallina. Un bel giorno, la gallina è catturata da un ladro di polli; al che, Kalle Stropp e Grodan Boll partono alla sua ricerca con l'intento di renderle la libertà.

## Personaggi
- Thomas Funck-Kalle Stropp/Grodan Boll/Papegojan/Plåt-Niklas/Räven/Pudding/Karlsson/Hönan